# Туризм в Чечне
Туризм в Чечне — часть туризма в России на территории Чечни.
Государственное управление туризмом в республике изначально осуществлял Комитет Правительства Чеченской Республики по туризму. В соответствии с Указом Главы Чеченской Республики от 5 июля 2018 года N 109 «О внесении изменений в состав Правительства Чеченской Республики и структуру органов исполнительной власти Чеченской Республики» Комитет Правительства Чеченской Республики по туризму был переименован в Министерство Чеченской Республики по туризму.

## История развития туризма в Чечне
По сравнению с другими субъектами Российской Федерации в Чеченской Республике имеется довольно слабый уровень развития туристской индустрии, в то же время республика имеет высокий туристический потенциал для развития горного, спортивного, рекреационного, экологического и других видов туризма, что обусловлено хорошей транспортной доступностью с ключевыми российскими регионамии и другими странами Европы и СНГ, богатым культурноисторическим наследием. Долгое время туристические ресурсы Чечни были слабо востребованы из-за моноструктуры экономического развития, приведшей к ухудшению экологического состояния республики и негативного имиджа региона, также две чеченские войны негативно отразились туристической индустрии в Чечне, в том числе и на материальной базе. В послевоенное время были начаты работы по воссозданию туристской инфраструктуры.
В 2009 году Сунженском районе (ныне Серноводский район) был открыт после восстановления лечебно-оздоровительный санаторий «Серноводский», специализирующийся на лечении заболеваний желудочно-кишечного тракта, опорно-двигательного аппарата, неврологических, дерматологических и урологических болезней. В 2009 году удельный вес инвестиций в основной капитал предприятий туристско-рекреационной сферы составлял 0,1 % от общего объёма инвестиций в Республике.
В 2011 году в Гудермесском районе неподалеку от федеральной трассы М-29 «Кавказ» начала работу туристическая база отдыха «Шовда» («Родник»).
Постановлением Правительства Чеченской Республики от 29.12.2012 N 259 была утверждена республиканская целевая программа «Развитие внутреннего и въездного туризма в Чеченской Республике на 2013—2018 годы», направленная на увеличение объёма внутреннего туристского потока; увеличение объёма платных туристских услуг; увеличение объёма платных услуг гостиниц и других средств размещения; увеличение численности работников, занятых в туристской индустрии; увеличение ёмкости койко-мест; стимулирование развития сопутствующих отраслей экономики за счет мультипликативного эффекта.
В 2014 году Правительство Чеченской Республики утвердило проект планировки территории туристско-рекреационной особой экономической зоны «Ведучи». Данная зона находится на территории Итум-Калинского района в Аргунском ущелье. На высоте 2 850 метров над уровнем моря на площади 800 гектар реализуется проект всесезонного туристско-рекреационного комплекса «Ведучи», рассчитаного на одновременный прием 4800 туристов, включающего в себя 17 горнолыжных трасс протяженностью 45 километров и пропускной способностью 12 тысяч лыжников в час, а также канатные дороги протяженностью более 15 километров. Кроме того, в составе комплекса запланированы дополнительные зон катания: экстрим-парк, развлекательная горнолыжная зона, зона для новичков и детский горнолыжный городок, зоны внетрассового катания, площадки для проведения игр по массовым видам спорта на открытом воздух, а также организация пеших прогулок по горным тропам.
В 2015 году оборот предприятий туристско-рекреационной сферы составлял 0,7 % от общего оборота предприятий Чеченской Республики, при этом формируя 3,5 % валовой добавленной стоимости. При этом имелась тенденция роста удельного веса предприятий сферы туризма в добавленной стоимости валового регионального продукта за счет увеличения количества гостиниц и других средств размещения с одной стороны и их номерной вместимости с другой. В 2015 году удельный вес инвестиций в основной капитал
предприятий туристско-рекреационной сферы составлял 2,1 % от общего объёма инвестиций в Республике. 18 апреля 2015 в Веденском районе Чеченской Республики открылся туристско-рекреационный кластер «Кезеной-Ам» на берегу одноимённого озера. Спортивно-туристский комплекс включает в себя гостиницу на 58 номеров, люкс-коттеджи общей вместимостью 40 человек, ВИП-коттедж, ресторан, баню, спорткомплекс площадью 1200 м², спортплощадки, лодочную станцию, пирс и другие объекты. В проекте 2016 года заложено строительство канатной дороги, конференц-зала, ресторанного дворика, выполненного в этнографическом стиле, детского развлекательного комплекса. Также планируется разработка и реализация конных, пеших, вело- и квадро-экскурсий, строительство палаточного городка.
Согласно данным федеральной службы государственной статистики по Чеченской Республике на 01.10.2016, услугами коллективных средств размещения воспользовались 17708 человек, принеся доход 69103,1 тысяч рублей.
По состоянию на 2017 год в Чечне действовало 16 гостиниц.
В 2018 году Чеченскую Республику посетили 150 тысяч туристов.
В 2019 году Чечню посетило более 160 тысяч туристов. За год в Чечне были проведены гастрономические фестивали «Хонка Фестиваль», «Шашлык-машлык», «Арбузный фестиваль». Также в 2019 году Чечня участвовала в 10 туристических международных выставках и конференциях и заняла второе место в Северо-Кавказском федеральном округе по увеличению количества иностранных туристов. В этом же году министерство по туризму Чеченской Республики выпустило памятку, в которой содержались рекомендации как нужно одеваться туристам, общаться с местными женщинами и как вести себя курильщикам.
2020 год был объявлен годом туризма в Чеченской Республике. Перед сезоном 2020 года на курорте «Ведущий» был построен сухой горнолыжный склон, разработаны десятки новых маршрутов, разработаны милитари-туры и вертолетные экскурсии на шесть человек. Ожидалось в 2020 году принять до 400 тысяч туристов, однако из-за распространение коронавирусной инфекции COVID-19 в России туристический поток был снижен.
- Туристско-рекреационный кластер «Кезеной-Ам»
- Мечеть «Сердце Чечни»
- Урус-Мартановский заказник
- Цой-Педе — один из крупнейших средневековых некрополей на Кавказе

## Виды туризма в Чечне

### Водный туризм
В Чечне имеется потенциал для развития водного туризма, так как значительная часть территории гористая, с большим количеством рек и озёр. Популярностью такие виды водного туризма как дайвинг, каньонинг, парусный туризм, рафтинг и другие.
Среди дайверов популярно одно из самых больших и глубоководных озёр в Чеченской Республике — Казеной-Ам. Сплавы по горной реке Аргун, организуемые клубом «Итум-Кале Рафтинг» пользуются спросом как среди жителей Республиики так и туристов из других регионов. С 2017 года на озере Казеной-Ам Министерством туризма Чеченской Республики совместно с Федерацией парусного спорта Чеченской Республики проводится международная парусная регата «Кубок Кезеной-Ам».
В 2019 году в Грозном на территории туристического комплекса Грозненское море была проведена детская парусная регата «Кубок Северного Кавказа» имени Ахмат-Хаджи Кадырова в которой приняли участие 83 яхтсмена из 11 яхт-клубов страны и состоялось водное шоу с участием 39 экстремальных спортсменов, которые показывали зрителям гонки на парусных яхтах, SUP-бордах и каяках, полёты флайбордистов, шоу воднолыжников, гонки на джетпаках, фигуры вейкбордистов и джетсерферов, трюки на аквабайках и гидроциклах. Это мероприятие выиграло гран-при национальной премии в области событийного туризма Russian Event Awards 2019 в номинации «Лучшее детское туристическое событие». В этом же конкурсе в номинации «Лучшее туристическое событие в области спорта» третье место заняло мероприятие «Регата в облаках».

### Лечебно-оздоровительный туризм
Наиболее известным объектом лечебно-оздоровительного туризма в Чеченской Республике является бальнеологический курорт «Серноводск-Кавказский», расположенный в селе Серноводское Серноводского района.
На курорте осуществляется лечение больных с заболеваниями сердечно-сосудистой, пищеварительной и нервной систем, органов движения и опоры, кожи, а также с нарушениями обмена веществ и гинекологическими заболеваниями. Основной природный лечебный фактор — минеральные воды 9 источников и скважин, общий дебит которых около 800 тысяч л/сут. Термальная (73 °C) сульфидная хлоридно-гидрокарбонатная натриевая вода источника № 1 (Серный) с минерализацией 3,4 г/л, содержащая 60 мг/л сероводорода, а также магний, бром, йод, кремниевую кислоту, используется для ванн, орошений, промываний. Для ванн применяют йодо-бромную воду скважин № 10 (суточный дебит около 600 тыс. л). Для питьевого лечения при заболеваниях органов пищеварения используют воду источника № 4 (Содовый; суточный дебит 26 тыс. л) — сульфатно-гидрокарбонатную натриевую с минерализацией 4,6 г/л, содержащую 0,6 г/л свободной углекислоты. Кроме лечения минеральными водами также применяют грязелечение привозной грязью из Тамбуканского озера, физиотерапевтические процедуры, лечебную физкультуру, массаж и климатотерапию.
Использовать источники для лечения в середине XIX века начал доктор И. Я. Верзейн, когда он описал свойства местных вод в статье, опубликованной в «Военно-медицинском журнале». Первые каптажные сооружения были возведены в 1848 году. Курортное строительство начато в 1893-м. 25 октября 1971 года курорту был присвоен республиканский статус. До 1991 года функционировал профсоюзный санаторий (на 600 мест), водолечебница (серолечебница), питьевая галерея, курзал, аэросолярий. Имелись спортплощадки, пруд, лодочная станция. Основные лечебные учреждения были расположены в парке (широколиственные породы — клён, ясень, тополь, туя, декоративные кустарники). Были организованные прогулки по окрестностям курорта, автобусные экскурсии в Грозный и Владикавказ. В 1990-е годы большинство сооружений курорта были разрушены, парк заброшен. С 2009 года началось восстановление инфраструктуры и строительство новых корпусов, отреставрирована историческая беседка «Храм воздуха». С 2013 года возобновлено обслуживание посетителей. В насточщее время курорт принимает тысячи отдыхающих.

### Экологический туризм
Туристические маршруты осуществляются по ряду особо охраняемых природных территорий Чеченской Республики: Аргунский государственный историко-архитектурный и природный музей-заповедник, Аргунский заказник, Веденский заказник, Галанчожское озеро, Генеральское озеро, Джалкинское озеро, озеро Кезеной-Ам, Памятники ледникового периода, Парабочевский заказник, Степной заказник, Три родника, Урус-Мартановский заказник, Шалинский заказник, Шатойский охотничий заказник.

### Милитари туризм
В Российском университете спецназа были разработаны программы для милитари-туризма. В рамках данного направления задействована инфраструктура университета для огневой подготовки, стендовой стрельбы, тактический городок, фюзеляж вертолёт для отработки навыков беспарашютного десантирования, палаточный городок для проживания и поездки на багги «Чаборз». Стрелковые программы включают в себя стрельбу из пистолета CZ-75, Glock-17, Viking MP446, а также из карабина «Сайга» МК 5,45. Аэродинамическая труба в аэродинамическом комплексе Goodsky является самой крупной в Европе и входит в 15 самых больших аэродинамических труб в мире. Ширина аэротрубы — 5 метров. высота и высотой 11 метров, скорость потока воздуха — до 300 километров в час. Для туристов есть возможность воспользоваться комплексом как в рамках туров выходного дня, так и в длительном периоде для более полного погружения в военную действительность, включая ранний подъём и строевую подготовку на плацу. Гостей комплекса сопровождают инструкторы.

### Паломнический туризм
В селе Марзой-Мохк Веденского района, осуществляется проект туристского комплекса «Эрта», ориентированного на паломников из Дагестана,
Ингушетии, Кабардино-Балкарии, Сирии, Иордании, Турции, Германии, Китая, Казахстана, которые направляются к зиярату Хеди Кишиевой — святому месту захоронения матери религиозного философа-миротворца Кунта Хаджи Кишиева.
- Бальнеологический курорт «Серноводск-Кавказский»
- Туристско-рекреационный кластер «Кезеной-Ам»
- Один из водопадов Нихалоевского кадскада
- Национальный музей Чеченской Республики